# Mulberry (Kansas)
Pour les articles homonymes, voir Mulberry.
Mulberry est une ville américaine située dans le comté de Crawford, au Kansas. Selon le recensement de 2020, sa population est de 409 habitants.